# Бишвир
Бишви́р (фр. Bischwihr [biʃviʁ]) — коммуна на северо-востоке Франции в регионе Гранд-Эст (бывший Эльзас — Шампань — Арденны — Лотарингия), департамент Верхний Рейн, округ Кольмар — Рибовилле, кантон Кольмар-2. До марта 2015 года коммуна административно входила в состав кантона Андольсайм (округ Кольмар).
Площадь коммуны — 3,23 км², население — 919 человек (2006) с выраженной тенденцией к росту: 956 человек (2012), плотность населения — 296,0 чел/км².

## Население
Численность населения коммуны в 2011 году составляла 960 человек, а в 2012 году — 956 человек.
| 1962 | 1968 | 1975 | 1982 | 1990 | 1999 | 2004 | 2006 | 2009 | 2011 | 2012 |
| ---- | ---- | ---- | ---- | ---- | ---- | ---- | ---- | ---- | ---- | ---- |
| 387  | 350  | 390  | 556  | 598  | 816  | 900  | 919  | 978  | 960  | 956  |

Динамика населения:

## Экономика
В 2010 году из 653 человек трудоспособного возраста (от 15 до 64 лет) 507 были экономически активными, 146 — неактивными (показатель активности 77,6 %, в 1999 году — 75,0 %). Из 507 активных трудоспособных жителей работали 468 человек (239 мужчин и 229 женщин), 39 числились безработными (16 мужчин и 23 женщины). Среди 146 трудоспособных неактивных граждан 65 были учениками либо студентами, 58 — пенсионерами, а ещё 23 — были неактивны в силу других причин.
На протяжении 2011 года в коммуне числилось 364 облагаемых налогом домохозяйства, в которых проживало 954,5 человек. При этом медиана доходов составила 23648 евро на одного налогоплательщика.